# André Cruz
André Alves da Cruz, známý jako André Cruz (20. září 1968, Piracicaba, Brazílie) je brazilský fotbalový obránce.

## Přestupy
- z Standard Lutych do SSC Napoli zadarmo
- z SSC Napoli do AC Milan za 3 000 000 eur
- z AC Milan do FC Turin zadarmo
- z FC Turin do Sporting Lisabon zadarmo

## Statistika
| Klub             | Sezóna  | Liga   | Liga | Pohár  | Pohár | LM či EL | LM či EL | celkem | celkem |
| Klub             | Sezóna  | zápasy | Goly | zápasy | Goly  | zápasy   | Goly     | zápasy | Goly   |
| ---------------- | ------- | ------ | ---- | ------ | ----- | -------- | -------- | ------ | ------ |
| Flamengo         | 1990    | 26     | 5    | ?      | ?     | ?        | ?        | ?      | ?      |
| Standard Lutych  | 1990/91 | 28     | 2    | ?      | ?     | ?        | ?        | ?      | ?      |
| Standard Lutych  | 1991/92 | 30     | 5    | ?      | ?     | ?        | ?        | ?      | ?      |
| Standard Lutych  | 1992/93 | 16     | 2    | ?      | ?     | ?        | ?        | ?      | ?      |
| Standard Lutych  | 1993/94 | 33     | 9    | ?      | ?     | ?        | ?        | ?      | ?      |
| SSC Napoli       | 1994/95 | 30     | 7    | ?      | ?     | ?        | ?        | ?      | ?      |
| SSC Napoli       | 1995/96 | 29     | 1    | ?      | ?     | ?        | ?        | ?      | ?      |
| SSC Napoli       | 1996/97 | 24     | 5    | ?      | ?     | ?        | ?        | ?      | ?      |
| AC Milan         | 1997/98 | 11     | 1    | 3      | 1     | 0        | 0        | 14     | 2      |
| AC Milan         | 1998    | 2      | 0    | 1      | 0     | 0        | 0        | 3      | 0      |
| Standard Lutych  | 1998/99 | 10     | 1    | ?      | ?     | ?        | ?        | ?      | ?      |
| FC Turin         | 1999/00 | 13     | 1    | ?      | ?     | ?        | ?        | ?      | ?      |
| Sporting Lisabon | 2000/01 | 18     | 4    | ?      | ?     | ?        | ?        | ?      | ?      |
| Sporting Lisabon | 2001/02 | 33     | 2    | ?      | ?     | ?        | ?        | ?      | ?      |
| Sporting Lisabon | 2002/03 | 27     | 3    | ?      | ?     | ?        | ?        | ?      | ?      |
| Goiás EC         | 2002    | 16     | 1    | ?      | ?     | ?        | ?        | ?      | ?      |
| SC Internacional | 2003    | 10     | 1    | ?      | ?     | ?        | ?        | ?      | ?      |
| Goiás EC         | 2004    | 2      | 0    | ?      | ?     | ?        | ?        | ?      | ?      |
| Goiás EC         | Celkově | 358    | 50   | ?      | ?     | ?        | ?        | ?      | ?      |

## Úspěchy

### Klubové
- 1× vítěz portugalské ligy (1999/00, 2001/02)
- 1× vítěz ligy provincie Gaúcho (2003)
- 1× vítěz brazilského poháru (1990)
- 1× vítěz belgického poháru (1992/93)
- 1× vítěz portugalského poháru (2001/02)
- 1× vítěz portugalského superpoháru (2002)

### Reprezentační
- 1× na MS (1998 - stříbro
- 2× na CA (1989 - zlato, 1995 - stříbro)
- 1× na OH (1988 - stříbro)
- 1× na MS 20 let (1987)